# Sigi Schmid
Siegfried Schmid (ur. 20 marca 1953 w Tybindze, zm. 25 grudnia 2018 w Los Angeles) – niemiecko-amerykański piłkarz grający na pozycji pomocnika, trener.
Reprezentował barwy UCLA Bruins.
Jako trener był jednym z najbardziej utytułowanych trenerów w historii amerykańskiej piłki nożnej. Był asystentem trenera UCLA Bruins, którego wkrótce prowadził (College Cup), był dwukrotnie asystentem trenera reprezentacji Stanów Zjednoczonych. Prowadził także dwukrotnie reprezentację Stanów Zjednoczonych U-20 na mistrzostwach świata U-20 (1999, 2005), dwukrotnie Los Angeles Galaxy ( zdobywca MLS Cup, MLS Supporters' Shield, U.S. Open Cup oraz Pucharu Mistrzów CONCACAF), Columbus Crew (zdobywca MLS Cup oraz MLS Supporters' Shield) oraz Seattle Sounders (zdobywca MLS Supporters' Shield oraz czterokrotny zdobywca U.S. Open Cup).
Był także nagradzany indywidualnie: zdobywca nagrody Trenera Roku NCAA, dwukrotny zdobywca Trenera Roku MLS (11 stycznia 2019 roku władze ligi MLS postanowiło zmienić nazwę nagrody na Sigi Schmid Coach of the Year), trzykrotnie Trener Roku MPSF, Trener Roku wg Soccer America, wybrany do drużyny All Far-West, członek National Soccer Hall of Fame (2015), członek UCLA Hall of Fame (2004) oraz UCLA Athletics Hall of Fame (1996).

## Wczesne życie
Sigi Schmid urodził się w RFNie, jednak w 1957 roku wraz z rodziną przeprowadził się do Stanów Zjednoczonych, gdzie w 1962 roku zamieszkali w Torrance w stanie Kalifornia. Ojciec Schmida, Fritz, który podczas II wojny światowej był jeńcem wojennym, pracował w browarze Pabst Brewing, natomiast matka, Doris, prowadziła niemieckie delikatesy w Los Angeles, w których Schmid pracował w weekendy. Rodzina w domu posługiwała się językiem niemieckim.
W szkole miał problemy z językiem angielskim oraz zaburzenia mowy, polegające na jąkaniu się, z którymi uporał się w szkole średniej. W młodości każdego lata odwiedzał RFN, grając w piłkę nożną z dziećmi oraz śledził mecze Bundesligi. W 1964 roku Schmid grał w jednej z nowo powstałych drużyn American Youth Soccer Organisation, dzięki czemu pokochał ten sport i zaczął go uprawiać, jednak rodzice uważali, że powinien on kontynuować biznes.

## Kariera piłkarska
Sigi Schmid w 1972 roku rozpoczął naukę na Uniwersytecie Kalifornijskim w Los Angeles (UCLA), w którym grał w drużynie piłkarskiej UCLA Bruins w latach 1972–1975 na pozycji pomocnika, z którą dwukrotnie dotarł do finału College Cup (1972, 1973), natomiast w sezonie 1974 zajął 4. miejsce po przegranej w decydującym meczu z Hartwick Hawks, natomiast w sezonie 1975 został wybrany do drużyny All Far-West, po czym zakończył karierę piłkarską, zajmując 11. miejsce względem liczby asyst w klubie.
W 1976 roku uzyskał tytuł licencjat z ekonomi, następnie tytuł magistra administracji biznesowej na Uniwersytecie Południowej Kalifornii w Los Angeles.

## Kariera trenerska

### UCLA Bruins
Sigi Schmid karierę trenerską rozpoczął w 1975 roku w szkole średniej Bishop Montgomery High School w Torrance, a następnie trenował mały klub South Bay Vikings. W latach 1977–1979 był asystentem trenera Steve'a Gaya w UCLA Bruins, a po jego odejściu, 1 stycznia 1980 roku przejął po nim funkcję, łącząc pracę biegłego księgowego (CPA). W 1984 roku postanowił skupić się wyłącznie na pracy trenerskiej i wkrótce został Trenerem Roku wg magazynu Soccer America. W sezonie 1985 swój pierwszy College Cup po wygranej w finale 1:0 po dogrywce z American Eagles, rozegranym 14 grudnia 1985 roku w Kingdome w Seattle.
W sezonie 1990 drużyna Niedźwiedzi ponownie triumfowała w College Cup po wygranej w finale 4:3 po serii rzutów karnych (bezbramkowy remis po czterech dogrywkach) z Rutgers Scarlet Knights, rozegranym 2 grudnia 1990 roku na USF Track and Field Stadium w Tampa, a jednym z najlepszych Schmida był Cobi Jones, jeden z najlepszych amerykańskich piłkarzy w historii oraz przyszły zawodnik Schmida w Los Angeles Galaxy, którego Schmid przeniósł z pozycji napastnika na pozycję pomocnika. Schmid był trzykrotnie z rzędu wybrany Trenerem Roku MPSF (1995–1997), a w sezonie 1997 zdobył trzeci w swojej karierze po wygranej w finale 2:0 z Virginią Cavaliers, rozegranym 14 grudnia 1997 roku na Richmond Stadium w Richmond w stanie Wirginia, oraz został wybrany Trenerem Roku NCAA.
Schmid odszedł z drużyny Niedźwiedzi 31 grudnia 1998 roku po 19 sezonach, w których rozegrała 418 meczów: 322 wygranych, 63 zremisowanych oraz 33 przegranych oraz 16-krotnie z rzędu awansowała do fazy play-off College Cup w latach 1983–1998. Zdobył reputację producenta najlepszych bramkarzy w Stanach Zjednoczonych, takich jak m.in.: Brad Friedel, Matt Reis i David Vanole, którzy grali w UCLA Bruins; 16 zawodników Schmida zagrało w przyszłości w reprezentacji Stanów Zjednoczonych. Schmid unikał rekrutacji zagranicznych zawodników, gdyż polegał głównie na zawodnikach ze stanu Kalifornia, których uważał za mniej agresywnych fizycznie, za to bardziej kreatywnych i atakujących.

### Reprezentacja Stanów Zjednoczonych
Schmid w latach 1991–1992 był asystentem Johna Kowalskiego w reprezentacji Stanów Zjednoczonych podczas Letniej Uniwerjady 1991 w angielskim Sheffield oraz podczas obozu w Niemczech jesienią 1992 roku. W styczniu 1993 roku selekcjoner drużyny Jankesów Bora Milutinović powołał Schmida na swojego asystenta podczas mistrzostw świata 1994, których jego drużyna była gospodarzem oraz igrzysk panamerykańskich 1995 w argentyńskim Mar del Plata.

Sigi podchodzi do mnie po meczu i mówi: „Do zobaczenia w drużynie stanowej”. Ale nie byłem w drużynie stanowej. Następną rzeczą, jaką pamiętam, było to, że dostałem się na próbę i znalazłem się w drużynie, a to była jego zasługa. Oczywiście, że wiele mu zawdzięczam.

W styczniu 1999 roku został mianowany selekcjonerem reprezentacji Stanów Zjednoczonych U-20, którą prowadził podczas mistrzostw świata U-20 1999 w Nigerii, na których drużyna Jankesów zakończyła rozgrywki na 1/8 finału po przegranej 3:2 w meczu z późniejszym triumfatorem turnieju, reprezentacją Hiszpanii U-20, rozegranym 15 kwietnia 1999 roku na Liberation Stadium w Port Harcourt, po czym odszedł z funkcji, do której wrócił 17 sierpnia 2004 roku i odszedł po mistrzostw świata U-20 2005 w Holandii, na których drużyna Jankesów zakończyła rozgrywki na 1/8 finału po przegranej 3:1 w meczu z reprezentacją Włoch U-20, rozegranym 21 czerwca 2005 roku na Arke Stadion w Enschede.

### Los Angeles Galaxy
Schmid 22 kwietnia 1999 roku zastąpił Ocatvio Zambrano na stanowisku trenera występującego w lidze MLS Los Angeles Galaxy, z którym wygrał Konferencję Zachodnią po wygranej rywalizacji z Dallas Burn (2:1, 2:2, 3:1) i awansował do finału MLS Cup, w którym 21 listopada 1999 roku w Foxboro Stadium w Foxborough w stanie Massachusetts przegrał 2:0 z D.C. United (po meczu Schmid skrytykował sędziów meczu, za co został ukarany grzywną 1 000 dolarów amerykańskich oraz zawieszony na pierwszy mecz sezonu 2000), jednak mimo tego został nagrodzony tytułem Trenerem Roku MLS, a kapitan klubu, obrońca Robin Fraser, został wybrany Obrońcą Roku MLS.
W sezonie 2000 przegrał w półfinale rywalizację z Kansas City Wizards (0:0, 2:1, 0:1 – (k. 0:1) oraz triumfował w Pucharze Mistrzów CONCACAF po wygranej 21 stycznia 2001 roku na własnym obiekcie w finale 3:2 honduraskim CD Olimpia, dzięku czemu zakwalifikował się do klubowych mistrzostw świata 2001 w Hiszpanii, które ostatecznie się nie odbyły.
W sezonie 2001 przegrał w finale MLS Cup rozegranym 21 października 2001 roku na Columbus Crew Stadium w Columbusie 2:1 po dogrywce z San Jose Earthquakes, jednak triumfował z U.S. Open Cup po wygranej w finale rozegranym 27 października 2001 roku na Titan Stadium w Fullerton w stanie Kalifornia 2:1 po dogrywce z New England Revolution.
W sezonie 2002 najpierw zdobył MLS Supporters' Shield za triumf w sezonie zasadniczym, następnie zdobył MLS Cup po wygranej w finale 1:0 po dogrywce z New England Revolution, rozegranym 20 października 2002 roku na Gillette Stadium w Foxborough w stanie Massachusetts, jednak w finale U.S. Open Cup, rozegranym 24 października 2002 roku na Crew Stadium w Columbusie przegrał 1:0 z Columbus Crew.
Dzięki zdobyciu MLS Cup drużyna The Gals zagrała w Pucharze Mistrzów CONCACAF 2003, w którym zakończył rozgrywki w ćwierćfinale po przegranej rywalizacji z meksykańskim Club Necaxa (4:1, 2:1), a rozgrywki ligi MLS zakończył w półfinale Konferencji Zachodniej po przegranej rywalizacji z San Jose Earthquakes (2:0, 2:5 po dogrywce), nie wygrywając przy tym żadnego meczu wyjazdowego w sezonie zasadniczym. Schmid był krytykowany przez fanów drużyny The Gals, natomiast prasa spekulowała, że nie będzie prowadził drużyny w sezonie 2004 (ostatecznie pozostał na stanowisku), natomiast jeden z lokalnych dziennikarzy jako przyczynę nieudanego sezonu 2003 wskazał przejście drużyny na defensywny styl gry podczas, gdy niektórzy zawodnicy kwestionowali taktykę.
31 lipca 2004 roku Schmid prowadził drużynę Konferencji Zachodniej podczas Meczu Gwiazd MLS, rozegranym na RFK Stadium w Waszyngtonie, w którym jego przegrała 3:2 z drużyną Konferencji Wschodniej, a 16 sierpnia 2004 roku został zwolniony z funkcji trenera Los Angeles Galaxy.

### Columbus Crew
20 października 2005 roku został nowym trenerem Columbus Crew. Według menedżera generalnego klubu, Marka McCullersa Schmid był "najlepszym trenerem w Ameryce". Drużyna The Crew składała się z młodych talentów, ale brakowało jej głębi i nie miała gwiazd. 21 sierpnia 2006 roku rozważał rezygnację po serii 13 meczów bez wygranej. Drużyna The Crew przez cały sezon 2006 zmagała się z kontuzjami i nierównymi składami, ostatecznie zajmując ostatnie, 6. miejsce w Konferencji Wschodniej z 33 punktami oraz 30 golami (najmniej w lidze MLS).
Na początku sezonu 2007 Schmid odbudował skład drużyny The Crew, zatrzymując tylko trzech zawodników i zarazem pozyskując argentyńskiego napastnika Guillermo Barros Schelotto, a także rozstając się z wieloletnim bramkarzem Jonem Buschem, wobec którego miał wątpliwości dotyczących stylu gry oraz kondyncji, a ten skrytykował go za sposób zarządzania klubem i zapowiedział, że nigdy więcej nie będzie grał w żadnej drużynie prowadzonej przez niego, jednak wyraził uznanie dla taktycznego podejścia trenera. Guillermo Barros Schelotto był kluczowym zawodnikiem drużyny The Crew w sezonie 2007, którego jednak nie udało się awansować do fazy play-off. Dziennikarz ESPN spekulował, że przyczyną wyniku była niechęć wydawania pieniędzy przez władze klubu na transfery, w momencie gdy Schmid ubolewał na brak zagranicznych gwiazd do klubu z mało znanego miasta Columbus.
Sezon 2008 był zdecydowanie lepszy dla drużyny The Crew. 26 kwietnia 2008 roku, po wygranym 1:0 meczu domowym z Houston Dynamo, odniósł 100. zwycięstwo w sezonie zasadniczym ligi MLS, zostając tym samym drugim po Bobu Bradleyu trenerem w historii ligi MLS, który osiągnął ten próg. Drużyna The Crew najpierw zdobyła MLS Supporters' Shield za triumf w sezonie zasadniczym, potem MLS Cup po wygranej 23 listopada 2008 roku na Home Depot Center w Carson w stanie Kalifornia w finale 3:1 z New York Red Bulls, a napastnik drużyny The Crew, Guillermo Barros Schelotto został wybranym MVP ligi MLS, natomiast Schmid po raz drugi w karierze został wybranym Trenerem Roku MLS.
Schmid po sukcesie klubu nie zdecydował się jednak na przedłużenie kontraktu i przeniósł się do Seattle Sounders. Władze Columbus Crew uważały, że Schmid pomimo ich zakazu, jeszcze w trakcie sezonu 2008 prowadził rozmowy w władzami drużyny The Sounders oraz dzielił się nimi poufnymi informacjami do wygaśnięciu kontraktu z Columbus Crew. Władze ligi MLS orzekły, że nie doszło do manipulacji, jednak nakazały Seattle Sounders rekompensatę finansową rekompensatę dla Columbus Crew.

### Seattle Sounders
Schmid 16 grudnia 2008 roku został trenerem nowego klubu ligi MLS Seattle Sounders. Już w swoim pierwszym sezonie 2009 drużyna The Sounders triumfowała U.S. Open Cup po wygranej 2 września 2009 roku na RFK Stadium w Waszyngtonie w finale 2:1 z D.C. United. 24 października 2009 roku dzięki wygranej Seattle Sounders 2:1 w meczu domowym z FC Dallas, Schmid odniósł swoje 125. zwycięstwo w sezonie zasadniczym ligi MLS, dzięki czemu został najlepszym trenerem w historii ligi MLS w tej klasyfikacji, a Seattle Sounders awansowało także do fazy play-off ligi MLS, będąc tym samym pierwszą od sezonu 1998 (Chicago Fire) drużyną ligi MLS, która w swoim inauguracyjnym sezonie awansowała do fazy play-off, w której odpadła w pierwszej rundzie po przegranej rywalizacji z Houston Dynamo (0:0, 0:1 pd.).

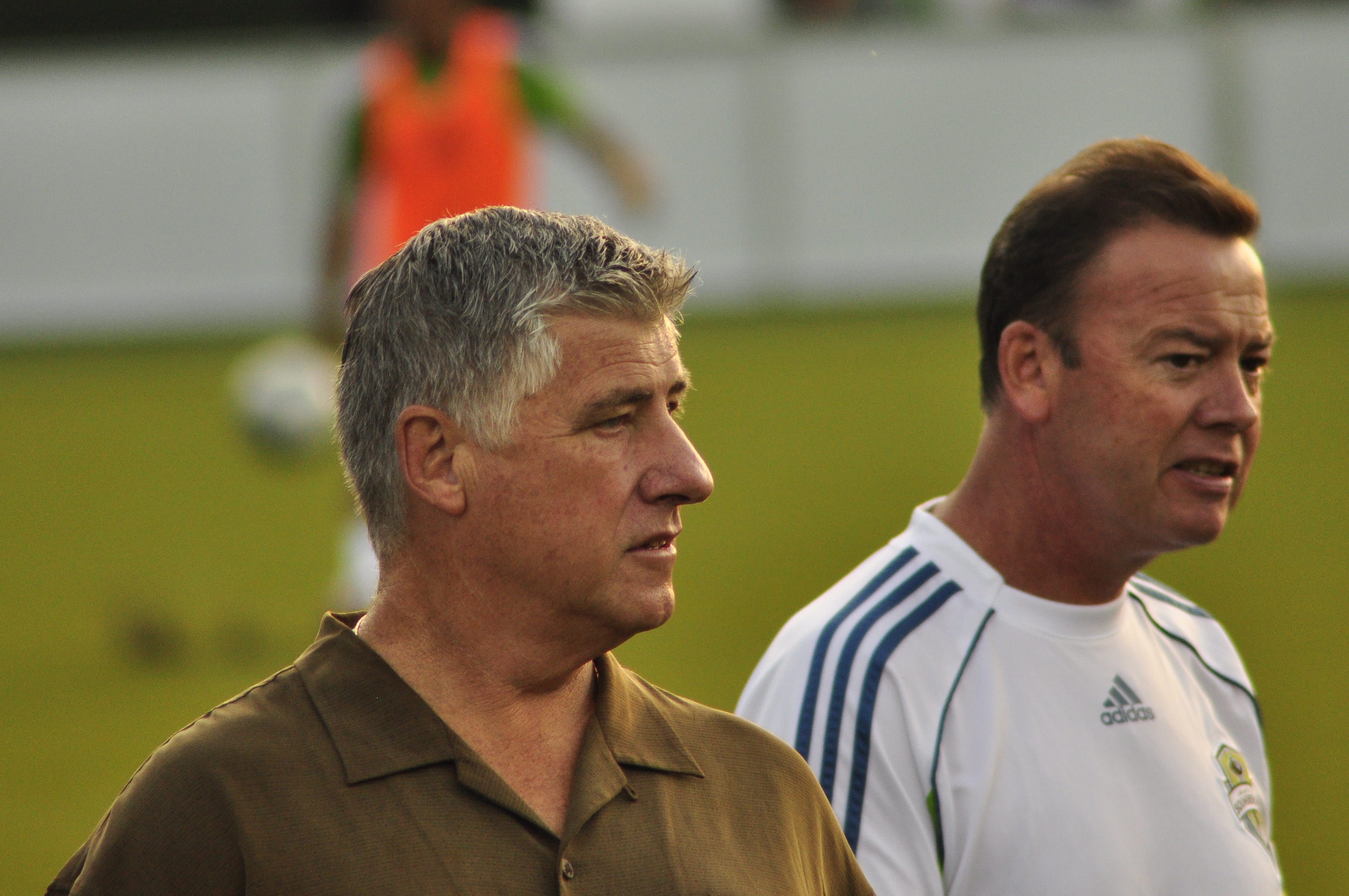
Sigi Schmid ze sztabem trenerskim Seattle Sounders przed meczem U.S. Open Cup 2010.

Sezon 2010 nie rozpoczął się zbyt dobrze dla drużyny The Sounders (kontuzje kluczowych zawodników, zaledwie 4 zwycięstwa w 15 meczach), jednak ostatecznie awansowała do fazy play-off, gdzie odpadła w pierwszej rundzie po przegranej rywalizacji z Los Angeles Galaxy (1:0, 2:1), którego trenerem był uważany za drugiego obok Schmida trenera w lidze MLS, Bruce Arena i był to zarazem pierwszy mecz pomiędzy dwoma trenerami w fazie play-off, natomiast Bruce Arena po wygranej rywalizacji pobił rekord Schmida 19 zwycięstw w fazie play-off ligi MLS. W U.S. Open Cup 2010 drużyna The Sounders awansowała do finału, w którym 5 października 2010 roku na swoim obiekcie (Qwest Field) wygrała 2:1 z poprzednim klubem Schmida, Columbus Crew, natomiast w Lidze Mistrzów CONCACAF zakończyła swój udział już w fazie grupowej po zajęciu ostatniego, 4. miejsca w Grupie C.

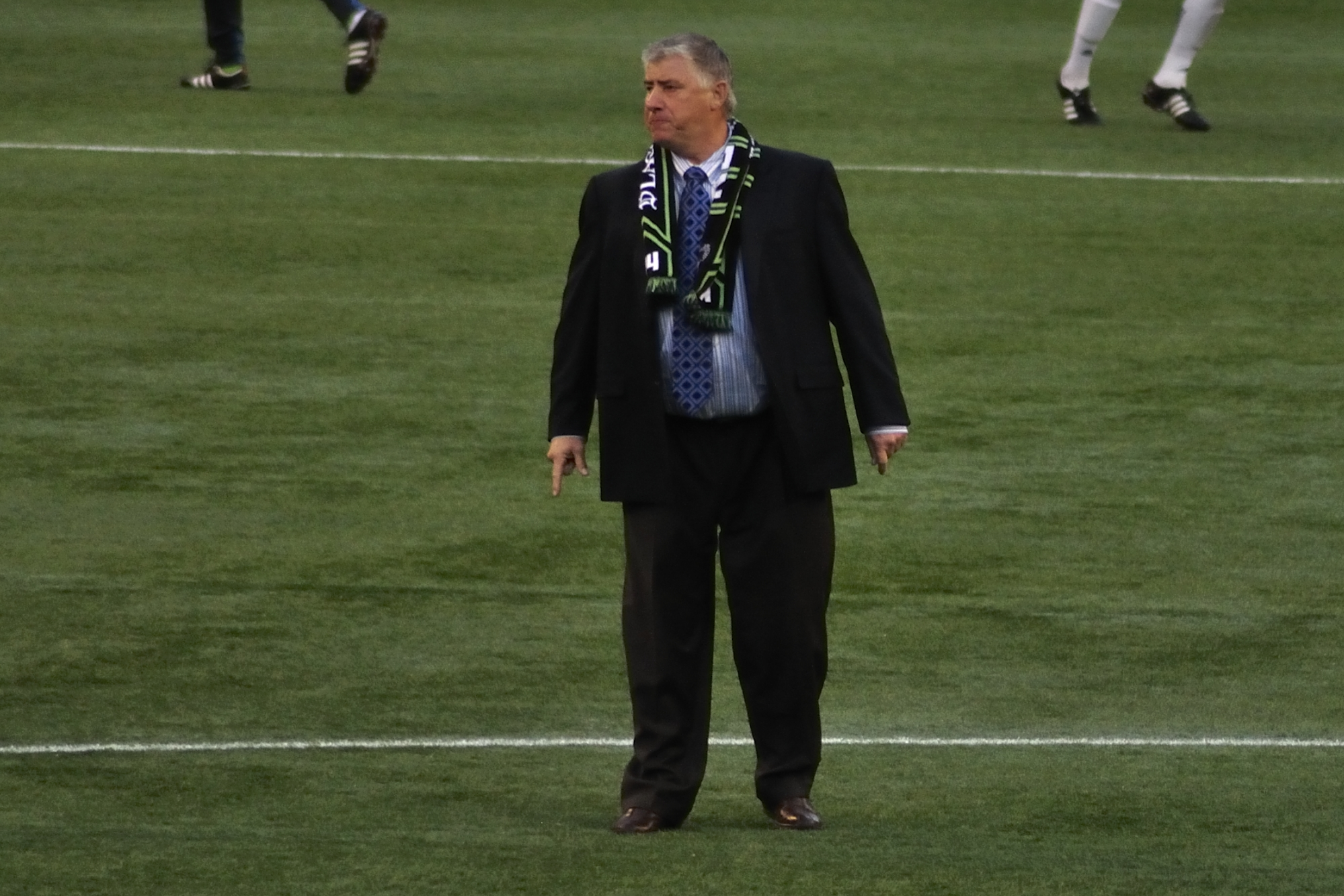
Sigi Schmid, 2011 rok.

Sezon 2011 również nie rozpoczął się zbyt dobrze dla drużyny The Sounders (zaledwie 3 zwycięstwa w 10 meczach). 14 lipca 2011 roku przedłużył kontrakt z klubem do sezonu 2015, choć niektórzy fani klubu nie byli zachwyceni tą decyzją władz klubu, jednak menedżer generalny Adrian Hanauer chwalił Schmida za profesjonalizm i jego sukcesy. Ostatecznie drużyna The Sounders awansowała do fazy play-off, w której odpadła w półfinale Konferencji Zachodniej po przegranej rywalizacji z Realem Salt Lake (0:3, 2:0). Ponadto Seattle Sounders po raz trzeci z rzędu triumfowała w U.S. Open Cup po wygranej 2:0 z Chicago Fire w finale, rozegranym 4 października 2011 roku na domowym obiekcie drużyny The Sounders, CenturyLink Field, stając się tym samym pierwszą od edycji 1969 (Greek Americans AA) drużyną, która trzykrotnie z rzędu triumfowała w rozgrywkach, natomiast w Lidze Mistrzów CONCACAF odpadła w ćwierćfinale po przegranej rywalizacji z meksykańskim Santos Laguna (2:1, 1:6).
W sezonie 2012 drużyna The Sounders awansowała do finału Konferencji Zachodniej, w którym przegrała rywalizację z późniejszym triumfatorem MLS Cup Los Angeles Galaxy (0:3, 2:1, 2:4), natomiast w finale U.S. Open Cup 2012 rozegranym 8 sierpnia 2012 roku na Livestrong Sporting Park w Kansas City przegrała po serii rzutów karnych 3:2 (1:1 pd.) ze Sportingiem Kansas City.
Sezon 2013 nie rozpoczął się zbyt dobrze dla drużyny The Sounders (pierwsze zwycięstwo dopiero w 6. kolejce), jednak ostatecznie awansowała do fazy play-off, w którego odpadła w półfinale Konferencji Zachodniej po przegranej rywalizacji z Portland Timbers (1:2, 2:3, 2:5), w U.S. Open Cup odpadła już po swoim pierwszym meczu, w trzeciej rundzie, rozegranym 29 maja 2013 roku, po przegranym 1:0 z występującym w lidze NASL Tampa Bay Rowdies, natomiast w Lidze Mistrzów CONCACAF odpadła w półfinale z meksykańskim Santos Laguna (0:1, 1:1). Ankieta przeprowadzona pod koniec sezonu 2013 przez dziennik Seattle Times wykazała, że wielu fanów klubu domaga się zwolnienia Schmida, obarczając go winą za słabe wyniki w sezonie 2013, a także zarzucała mu złe zarządzanie drużyną The Sounders, jednak ostatecznie właściciel klubu Joe Roth po spotkaniu ze Schidem oraz menedżerem generalnym klubu, Adrianem Hanauer podjął decyzję o pozostawieniu Schmida na stanowisku trenera klubu, jednak zdecydował o zmianach w składzie drużyny The Sounders.
W sezonie 2014 drużyna The Sounders, o której stanowili m.in.: Clint Dempsey oraz Obafemi Martins, zdobyła MLS Supporters' Shield (rozgrywki ligowe zakończyła w finale Konferencji Wschodniej po przegranej rywalizacji z późniejszym triumfatorem MLS Cup, Los Angeles Galaxy (0:1, 2:1)) oraz U.S. Open Cup po wygranej 3:1 po dogrywce z Philadelphią Union w finale rozegranym 16 września 2014 roku na PPL Park w Chesterze w stanie Pensylwania.
Okres przygotowawczy do sezonu 2016 spędził we włoskiej AS Romie w celu studiowania ich metod szkoleniowych. Po nieudanej pierwszej części sezonu 2016 (6 zwycięstw, 2 remisy, 12 porażek) oraz przegranym 24 lipca 2016 roku 3:0 meczu wyjazdowym ze Sportingiem Kansas City Schmid odszedł z klubu i rozpoczął pracę analityka meczowego w stacji ESPN, a jego następcą w Seattle Sounders został jego asystent, Brian Schmetzer.

### Powrót do Los Angeles Galaxy
27 lipca 2017 roku ponownie został trenerem, a także menedżerem generalnym Los Angeles Galaxy, zastępując Curta Onalfo, który został jego asystentem. Pierwszy mecz Schmida po powrocie do klubu zakończył się bezbeamkowym remisem z jego poprzednim klubem, Seattle Sounders, jednakże nie zdołał poprawić sytuacji klubu w tabeli ligowej i zakończył rozgrywki ligowe na ostatnim, 11. miejscu w Konferencji Zachodniej i po raz czwarty w karierze oraz po raz pierwszy od sezonu 2008 nie awansował do fazy play-off.
Po sezonie 2017 nie przedłużył kontraktu z kapitanem drużyny The Gals, Jermainem Jonesem oraz Gyasi Zardesem oraz sprowadził do klubu Perry'ego Kitchena, Chris Pontiusa, Ole Kamarę, Davida Binghama oraz Zlatana Ibrahimovicia.
Drużyna The Gals sezon 2018 rozpoczęła 4 marca 2018 roku wygraną 2:1 w domowym meczu z Portland Timbers, a 31 marca 2018 roku w pierwszy derbach El Tráfico wygrała 4:3 z nowym klubem ligi MLS FC Los Angeles, jednak dalsza część sezonu 2018 nie była już udana (10 zwycięstw, 7 remisów, 11 porażek), w związku z czym 10 września 2018 roku zrezygnował z funkcji trenera klubu i został zastąpiony przez asystenta Dominica Kinneara.

## Sukcesy

### Zawodnicze
UCLA Bruins
- Finał College Cup: 1972, 1973

### Trenerskie
UCLA Bruins
- College Cup: 1985, 1990, 1997

Los Angeles Galaxy
- MLS Cup: 2002
- Finał MLS Cup: 1999, 2001
- MLS Supporters' Shield: 2002
- U.S. Open Cup: 2001
- Finał U.S. Open Cup: 2002
- Puchar Mistrzów CONCACAF: 2000

Columbus Crew
- MLS Cup: 2008
- MLS Supporters' Shield: 2008

Seattle Sounders
- MLS Supporters' Shield: 2014
- U.S. Open Cup: 2009, 2010, 2011, 2014
- Finał U.S. Open Cup: 2012

### Indywidualne
- Trener Roku MLS: 1999, 2008
- Trener Roku NCAA: 1997
- Trener Roku MPSF: 1995, 1996, 1997
- Trener Roku wg Soccer America: 1984
- Drużyna All Far-West: 1975
- National Soccer Hall of Fame: 2015
- UCLA Athletics Hall of Fame: 1996

## Życie prywatne
Sigi Schmid mieszkał w Bellevue w stanie Waszyngton wraz z żoną Valerią oraz czwórką dzieci: trzema synami Erikiem, Kurtem – działaczem piłkarskim, Kyle’em – piłkarzem i trener oraz córką Lacey. Był blisko związany ze swoją rodziną, co było jednym z powodów przyjęcia pracy w Seattle Sounders (młodszy brat Roland mieszkał w Sammamish w stanie Waszyngton). Po odejściu z Los Angeles Galaxy 10 września 2018 roku zapowiedział przenosiny do innego klubu ligi MLS lub wydanie własnej książki, jednak żadnego z tych planów nie zdążył zrealizować.

## Problemy zdrowotne i śmierć
Sigi Schmid w późniejszych latach miał probelmy ze zdrowiem: w 2009 roku był hospitalizowany z powodu zapalenia płuc, a w 2015 roku z powodów zdrowotnych opuścił kilka meczów Seattle Sounders.
Później miał również problemy z nadwagą i sercem, przez które 10 września 2018 roku musiał zrezygnować z pracy w Los Angeles Galaxy. 10 grudnia 2018 roku trafił do szpitala w Los Angeles i umieszczony na intensywnej terapii w Ronald Reagan UCLA Medical Center w oczekiwaniu na przeszczep serca. Zmarł 25 grudnia 2018 roku w Los Angeles. Został pochowany 18 stycznia 2019 roku w Manhattan Beach w stanie Kalifornia.